# Eline Vedder-Monaster
Eline C. Vedder-Monaster (Dordrecht, 25 april 1979) is een Nederlandse melkveehouder, bestuurder en politica. Sinds 10 mei 2023 is zij namens het Christen-Democratisch Appèl (CDA) lid van de Tweede Kamer der Staten-Generaal.
Voor de Tweede Kamerverkiezingen 2021 stond zij op plek 23 van de CDA-kieslijst; na het aftreden van Jaco Geurts werd zij lid van de Tweede Kamer. Tot haar Kamerlidmaatschap was zij werkzaam op een melkveehouderij en bestuurder van LTO Nederland. 
Ook was zij van 2018 tot 2019 lid van de gemeenteraad van De Wolden en van 2019 tot 2023 lid van de Provinciale Staten van Drenthe.

## Biografie
Vedder studeerde Werktuigbouwkunde aan de Universiteit Twente. Daar ontplooide zij zich al vroeg als bestuurder bij het gemengde dispuut DispUIT en studievereniging W.S.G. Isaac Newton.
Vedder heeft, samen met haar echtgenoot, een melkveehouderijbedrijf in Drenthe.
Henri Bontenbal · Derk Boswijk · Inge van Dijk · Harmen Krul · Eline Vedder
- Parlement.com: vm2fbcpempzq